# Łany, Zachodniopomorskie
Łany [ˈwanɨ] là một khu định cư ở khu hành chính của Gmina Sławno, thuộc huyện Sławno, Zachodniopomorskie, ở phía tây bắc Ba Lan. Nó nằm khoảng 7 kilômét (4 mi) phía tây Sławno và 169 km (105 mi) về phía đông bắc của thủ đô khu vực Szczecin.
Trước năm 1945, khu vực này là một phần của Đức. Đối với lịch sử của khu vực, xem Lịch sử của Pomerania.